# 青年夢想實踐家協會
青年夢想實踐家協會（Youth DreamMakers Association），簡稱「青夢」，是香港的非牟利志願團體。自2011年成立，致力推動年青人實踐夢想，向他們發放更多正面訊息。於2014年起，每年舉辦「青年夢想實踐家」選舉。獨立組成的評審團，會評估參選人夢想的獨特性、實踐的完成程度及對社會的影響力得。並會從體育、學術、社會服務等不同領域，選出最多十名夢想實踐家。

## 第一屆青年夢想實踐家(2014年)
鄭楚衡：現役民航機師、香港首位自行裝嵌飛機「香港起飛」完成環球飛行者
耿春亞：內地生在港創業成功之企業家
林昶讓：荷里活電影編劇
麥雅端：香港十大傑出青年、Chocolate Rain 創辦人及創作總監
戴晉揚：CASH 流行曲創作大賽冠軍得主 
曹星如：香港首位二十連勝職業西洋拳拳擊手 
黃傑龍：2011年香港十大傑出青年、宣揚待用飯分享文化 
甄澤權：首位歐美魔術大賽奪冠之香港魔術師 
楊大偉：2015年香港十大傑出青年、作家、創辦社會企業Green Monday
葉姵延：香港傑出運動員、香港羽毛球隊代表

## 第二屆青年夢想實踐家(2015年)
歐陽鳳盈：香港兒童及青少年創意藝術發展聯會會長、舞蹈藝術工作者 
鄭麗莎：Fight Factory Gym 創辦人 
莊恩傑：Easy Green 聯合創辦人 
劉卓威：Guitar Concept 總監 
吳頌蘭：KINGS 香港藝術體操芭蕾舞學院校長 
歐翔：青年音樂藝術教育家 
王晶：前香港乒乓球隊代表、精薈體育主席暨乒乓球總教練 
黃頌行：註冊社工 桌上遊戲設計師 創辦樂在棋中社會企業
黃修平：香港電影導演、編劇 
楊銘賢：創辦社會企業樂活新中年

## 第三屆青年夢想實踐家(2016年)
翟傲邦：香港精英代表隊成員
張駿霖：食物研究及設計師、創辦社會企業好樹
張栢淳：註冊社工、創立「Wecycle」結合「單車X抗毒X導賞」
朱穎詩：兒童繪本《南山七小福》作者 
高松傑：色士風音樂堂創辦人
伍家信：前香港羽毛球隊代表
沈慧林：創辦萬希泉鐘錶有限公司、本地首個自家設計研發陀飛輪技術
鄧緯榮：創辦香港首個義工服務機構「義遊」、融合義工服務及文化交流
王德成：Elite Thai Boxing創辦人、首位成立泰拳社會企業的拳王
袁嘉曦：世界速度滾軸溜冰選手

## 第四屆青年夢想實踐家(2017年)
陳浩源：輪椅羽毛球運動員
鄭淦元：香港花式跳繩會創辦人
郭沅頤：呢度廣告科技-創辦人
劉萬梁：雙節棍教練
凌羽一：香港市務學會前主席、創智市場策略創辦人
梁嘉恩：司儀及司儀義工培訓
梁梓敦：註冊社工生死教育
吳俊霆：2018年香港十大傑出青年 醫療集團創辦人暨物理治療師
黃曦：醫生科學家
姚俊傑：設計及藝術-壁畫繪畫師

## 第五屆青年夢想實踐家(2018年)
陳漢文：家居維修義工協會創辦人
張江鋒：Dreampresso咖啡工作室創辦人暨專業宴會統籌
朱子穎：2018年香港十大傑出青年，小學校長，致力推動學界教育科技發展
鍾慧龍：數碼互動程式設計師
江滿齊：香港青年奧運街舞代表，積極引導年青人重回正道
李慧詩：2018年香港十大傑出青年，香港隊單車代表，香港首位女子單車世界冠軍
蕭凱恩：視障音樂家
王君萍：Duck Duck King 愛家 • 愛運動慈善基金創辦人，多項健美錦標賽冠軍

## 第六屆青年夢想實踐家(2019年)
陳曉明：國際足協教練導師，帶領理文足球隊取得菁英盃冠軍
馮國安：建築師，參與甦屋計劃，為更生人士設計有尊嚴的生活空間
姜樂雯：Grace Music Productions 總監，牧師，致力推動「幼兒教育」及「禁毒教育」
高晨維：星格流行音樂學院創辦人，帶領不同年齡、階層、種族人士踏上舞台，創造精彩人生
黎志偉：勞倫斯體育獎攀石運動員，交通意外半身癱瘓苦練五年坐輪椅登上獅子山
吳宗麟：愛同行WEDO GLOBAL社會企業創辦人，以多元文化教育模式推動種族共融。
岑幸富：三項鐵人傷殘組別冠軍，第21屆十大再生勇士，著有《假如我再次健全》
施德燕：香港設計師及藝術家，以「玫瑰不倒翁」宣揚正向思維，致力生命教育
黃鎮昌：註冊社工生命培育及家庭服務，以家庭故事及實踐經驗感動社會
王鎮炎：香港首位侏儒症羽毛球運動員，取得超過35面獎牌及世界冠軍殊榮

## 第七屆青年夢想實踐家(2021年)
周世傑: 中國象棋教練，2次奪得香港甲組冠軍，晉升為「香港象棋特級大師」
林家揚: 「義醫同行」及「醫藝同行」創辦人之一，幫助受眾獲得全人健康
馬國樑: 創立「銅馬動畫及視覺特效教育SAVFX」動畫學校，推動香港動畫教育發展
麥凱鈞: 會考十優狀元，30多歲成神經外科顧問醫生，研發國際級微創手術，推動香港智慧醫療發展
潘智豪: 大灣區青年領袖，成立科創企業，以香港自主研發芯片品牌，佈局全球銷售網絡
譚麗時: 創辦「大灣區青年發展促進會」，協助青少年求職，推廣正能量
鄧銘權: 首創「非病毒方式基因療法」獲國際大獎，喚醒抗癌免疫力，為癌症病人燃點希望
任卓昇: 眼科醫生，為防止兒童未來失明，確立最有效的近視控制方法
楊嘉美: 「藝術有嘉」創辦人，提倡「廢物創生」環保意識，推動兒童、青少年擁抱正向人生
余嫿: 成功創立自家華服品牌，帶領香港走進國際。扶持貧困青年，以專業為社會作出貢獻

## 第八屆青年夢想實踐家(2023年)
陳慶達: 香港網紅數據分析初創公司創辦人，匯聚大灣區青年創業家服務社會及發揮正能量
陳家銘: 創辦超級食品科技公司，以食品科技改善飲食習慣，達到可持續生活方式
鄭相賢: 由投行轉職廚師，夢想以美味創造幸福，啟發年輕人追夢
趙嗣淦: 全職棒球員轉型為體育創業家，創造香港首個室內棒球生態圈
朱琪森: 將專業治療技術從醫院帶到家庭及社區，以親民價格，助解病痛
蔡宇程: 引進嶄新技術服務「過敏症」患者，帶領「醫、教、研」工作
金揚城: 中國職業拳擊運動員，激勵著更多人戰勝生活和工作中的挑戰
林日灃: 飛機師擔任民安隊山嶺搜救分隊指揮官，並以前線救援人員拯救受困人士
劉樂健: 創辦「樂旼共融教育 Snaildy Education」，透過科技為特殊教育需要和殘疾領域創造正面影響
梁國成: 創辦香港首個以籃球運動支援弱勢社群的慈善團體「希望種子籃球亞洲」
梁偉釗: 農學碩士大灣區創立特色農業基地，透過互聯網推廣新業態
盧俊賢: 創辦慈善組織「極地同行」，為傷殘人士提供就業和參與活動機會
雷諾信: 成立專科門診為消化道癌症病人提供一站式服務，並引入新技術根治患有惡菌的病人
雷煒程: 創立專門為長者設計改裝及維修住宅的社企 –「長屋設計」
麥騫譽: 研發中國首台 5G 仿生機械人的發明家，運用專業知識積極回應社會的須求
張榮賢: 體育產業專家，服務全民健身事業，成為運動促進健康的領軍人
張易: 廣東太極第一家傳承人及國際太極拳冠軍，弘揚傳統文化及推動全民健康